# 야저우구

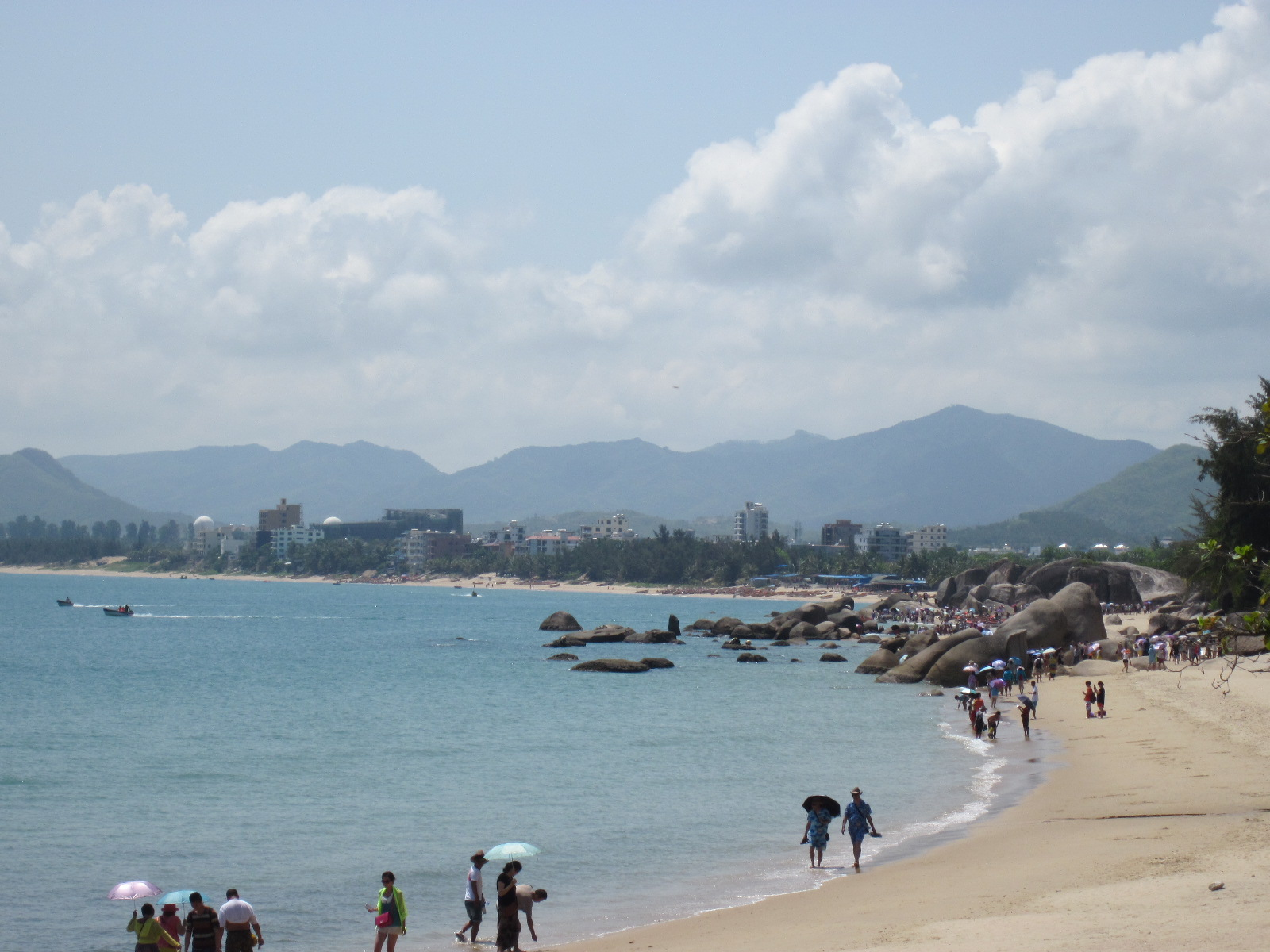

야저우구(한국어: 애주구, 중국어: 崖州区, 병음: Yázhōu Qū)는 중화인민공화국 하이난성 싼야 시의 현급 행정 구역으로 면적은 347km2, 인구는 110,000명이다. 2014년 2월에 신설되었다.

## 행정 구역
7개 사구, 24개 행정촌을 관할한다.
- 사구: 东关社区, 雀信社区, 东京社区, 中和社区, 龙港社区, 文明社区, 梅联社区
- 행정촌: 城东村, 拱北村, 崖城村, 城西村, 水南村, 大蛋村, 南山村, 抱古村, 北岭村, 赤草村, 港门村, 乾隆村, 临高村, 保平村, 盐灶村, 海棠村, 梅东村, 长山村, 凤岭村, 三千米村, 梅西村, 三更村, 镇海村, 雅安村